# Regenbogenpitta
Die Regenbogenpitta (Pitta iris) ist ein Sperlingsvogel aus der Gattung Pitta innerhalb der Familie der Pittas (Pittidae). Sie kommt ausschließlich im Norden Australiens vor. Es werden in dem Verbreitungsgebiet zwei Unterarten unterschieden.
Die Bestandssituation der Regenbogenbitta wird von der IUCN mit nicht gefährdet (least concern) eingestuft.

## Beschreibung
Die Regenbogenpitta erreicht eine Länge von 15 bis 16 Zentimetern und ein Gewicht von 55 bis 72 Gramm. Die Körperform ist typisch für Arten aus der Familie der Pittas. Die Beine sind hoch und kräftig. Der Stummelschwanz wirkt wie abgeschnitten. Der Schnabel ist mittellang und geringfügig nach unten geboten. Der Kopf ist proportional zum Körper groß, der Hals dagegen so kurz, dass die Regenbogenpitta die für Pittas typische gedrungene Gestalt hat. Die Flügel sind kurz und abgerundet. Sie ragen knapp über die Steuerfedern hinaus.
Der Kopf und der Nacken sind samtig schwarz, ein kastanienbrauner Streifen fasst auf jeder Scheitelseite die Kopfkappe ein. Bei den meisten Individuen läuft dieser Streifen bis in den Nacken. Die Körperoberseite ist ansonsten glänzend olivgrün. Viele Individuen haben außerdem ein schmales silbrig grünblaues Band auf der oberen Hälfte der Steuerfedern. Die Handschwingen sind schwarz mit blassbraunen Federspitzen und einem weißen Flecken auf der fünften und sechsten Handschwinge. Die Armschwingen sind schwarz mit einem grünlichen Saum. Die großen Flügeldecken sind irisierend olivgrün, die mittleren Decken leuchtend blau und die kleinen Flügeldecken irisierend blaugrün. Die Körperunterseite ist schwarz, lediglich die Flanken sind isabellfarben. Der Unterbauch und die unteren Schwanzdecken sind leuchtend rot.
Der Schnabel ist schwarz, die Zunge orange, das Schnabelinnere ist weiß. Die Augen sind dunkelbraun. Die Beine sind silbergrau bis fleischfarben.

## Verwechslungsmöglichkeiten
Es kommen im Verbreitungsgebiet der Schmuckpitta zwar mehrere andere Pittas vor, sie ist jedoch die einzige mit einer schwarzen Körperunterseite. Die Lärmpitta und die Kleine Blauflügelpitta haben isabellfarbene Körperunterseiten, die Blaubrustpitta hat ein blaues Brustband und eine teils rote Brust sowie einen roten Bauch.

## Verbreitungsgebiet, Unterarten und Lebensraum

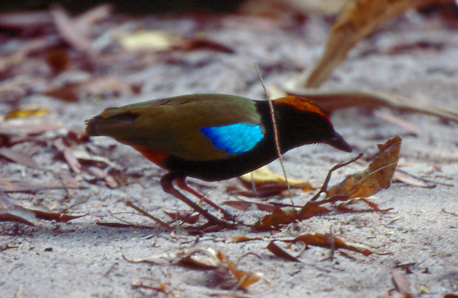
Regenbogenpitta

Die Regenbogenpitta kommt ausschließlich im australischen Bundesstaat Northern Territory vor und besiedelt auch einige Inseln vor der Küste. Es werden in diesem vergleichsweise kleinem Verbreitungsgebiet zwei Unterarten unterschieden.
- P. i. johnstoneiana Schodde & Mason, 1999 – Nordwesten Australiens vom Nordwesten der Kimberley-Region  bis zur Prince Regent Range.
- P. i. iris Gould, 1842 – Die von John Gould erstmals beschriebene Nominatform kommt im Norden des Northern Territory vor. Das Verbreitungsgebiet reicht von Melville Island bis zur  Groote Eylandt.

Die Regenbogenpieta ist in ihrem gesamten Verbreitungsgebiet ein Standvogel.
Der Lebensraum sind überwiegend Eukalyptuswälder, aber auch Mischwälder mit einem hohen Anteil an Eukalyptusbäumen. Die Wälder, die von ihr besiedelt werden, werden zu den Monsun-Regenwäldern gezählt.

## Lebensweise
Die Regenbogenpitta ist ein territorialer Vogel, der durchschnittlich ein Revier von etwa einem Hektar Größe verteidigt. Die Reviergröße ist allerdings auch von den lokalen Bedingungen beeinflusst. In Wäldern mit vergleichsweise wenig Niederschlag sind die Reviere auch bis zu zwei Hektar groß. In Gebieten mit idealen Lebensbedingungen reichen der Regenbogenpitta auch Reviere mit einem halben Hektar Größe.
Die Nahrung besteht aus Gehäuseschnecken, Würmern, Heuschrecken, Larven holzbohrender Käfer, Motten, Ameisen, andere kleine Insekten sowie kleine Skinke. Während der Regenzeit spielen Regenwürmer eine besonders große Rolle. Die Gehäuseschnecken werden nicht wie beispielsweise bei der Lärmpitta auf einer Schmiede zertrümmert, sondern an Ästen. Die für Lärmpittas typische Ansammlungen von Schneckengehäusen an bestimmten Stellen, findet sich daher bei der Regenbogenpitta nicht.
Das typische Verhalten der Regenbogenpitta bei der Nahrungssuche ist eine Serie von vier oder sechs Vorwärtshüpfer, dann hält sie inne, um die Laubschicht nach Nahrung zu untersuchen. Gelegentlich untersuchen sie auch die Bruthügel von Rotbein-Großfußhühnern nach Nahrung.

## Fortpflanzung
Die Brutzeit beginnt kurz vor dem Einsetzen des Monsunregens im November und ist gewöhnlich im März abgeschlossen. Das Nest ist überwölbt mit einem seitlichen Eingang. Es ist etwa 30 Zentimeter breit und lang und hat eine Höhe von 21 Zentimeter. Es wird aus kleinen Zweigen, Rinde, Bambus und verschiedenen Blättern gebaut. Es wird entweder direkt auf dem Boden errichtet oder befindet sich in Bäumen bis in eine Höhe von drei Metern. Das Gelege besteht aus drei bis vier Eiern. Beide Elternvögeln brüten. Die Brutzeit beträgt 14 Tage. Die Nestlingszeit beträgt 15 Tage, während dieser Zeit werden sie von beiden Elternvögel gefüttert. Regenbogenpietas ziehen in der Regel zwei Bruten pro Brutzeit groß.

## Einzelbelege
1. ↑   Handbook of the Birds of the World zur Regenbogenpitta, abgerufen am 15. Juni 2017.
2. ↑  Erritzoe & Erritzoe: Pittas of the World. S. 163.
3. 1 2  Erritzoe & Erritzoe: Pittas of the World. S. 164.
4. 1 2 3  Erritzoe & Erritzoe: Pittas of the World. S. 165.